# Emidio Greco
Emidio Greco (Leporano, 20 ottobre 1938 – Roma, 22 dicembre 2012) è stato un regista e sceneggiatore italiano.

## Biografia
Nato a Leporano, in provincia di Taranto, durante gli anni cinquanta si trasferisce insieme alla famiglia a Torino, dove termina gli studi, e inizia a interessarsi al cinema. Nel 1964 ottiene il diploma del Centro Sperimentale di Cinematografia, e nel 1966 realizza un servizio per la trasmissione Rai Cordialmente, e negli anni successivi continuerà a lavorare come insegnante al Centro Sperimentale e come autore di servizi per la Rai.
Dopo aver assistito Roberto Rossellini durante la lavorazione di Intervista a Salvador Allende: La forza e la ragione del 1971, Greco esordisce come regista nel 1974, nel film L'invenzione di Morel, ispirato a un romanzo fantastico di Adolfo Bioy Casares, di cui cura anche la sceneggiatura. Nel 1978 gira Niente da vedere niente da nascondere, un documentario a colori di 60 minuti, sull'opera di Alighiero Boetti spiegata dalla voce stessa dell'artista. Nel 1982 dirige Ehrengard che però non sarà mai distribuito per il prematuro fallimento della casa di produzione. Il film, ispirato a un'opera di Isak Dinesen otterrà distribuzione soltanto nel 2002.
Dopo aver lavorato alla produzione televisiva Un caso d'incoscienza, con William Berger, Giuliana Calandra, Claudio Cassinelli, Daniela Poggi, e al documentario L'arte e la società, nel 1991 dirige Una storia semplice, tratto dall'omonimo romanzo di Leonardo Sciascia. Il film, che vede nel cast Gian Maria Volonté, Massimo Dapporto, Ennio Fantastichini, Ricky Tognazzi, Gianmarco Tognazzi, Massimo Ghini, e Tony Sperandeo, viene presentato al Festival di Venezia e vince il Nastro d'argento e ottiene un ottimo successo di critica.
Dopo otto anni dirige Milonga, a cui segue nel 2001 Un altro mondo è possibile, diretto insieme a Francesco Maselli. Nel 2002 è la volta di Il consiglio d'Egitto, con Silvio Orlando, tratto dall'omonimo romanzo di Sciascia, vertente sulla vicenda dell'abate e falsario settecentesco Giuseppe Vella. Nel 2007 dirige L'uomo privato e nel 2011 Notizie degli scavi.
È morto a Roma nel 2012 all'età di 74 anni.

## Riconoscimenti
Nel 1992 ha vinto il Nastro d'argento alla migliore sceneggiatura da parte del sindacato Nazionale Giornalisti Cinematografici Italiani per la pellicola Una storia semplice. Nello stesso anno è stato premiato anche al Montpellier Mediterranean Film Festival e ha ottenuto una candidatura al Festival di Venezia.
Nel 2002 ha ricevuto una candidatura anche per Il consiglio d'Egitto al Montreal World Film Festival.

## Filmografia
- L'invenzione di Morel (1974)
- Ehrengard (1982)
- Un caso d'incoscienza – film TV (1985)
- Una storia semplice (1991)
- Milonga (1999)
- Il consiglio d'Egitto (2002)
- L'uomo privato (2007)
- Notizie degli scavi (2011)